# 海山郡
海山郡（日语：／ Kaizan Gun）為台灣日治時期的行政區劃之一，創設於1920年，該郡隸屬台北州。其海山郡之名稱由來，是因為17世紀時荷蘭人稱此地為，隨後1713年首度有漢人進入此區請墾，向桃園的龜崙社承墾、後來形成海山庄及海山堡。

## 簡介
海山郡統轄板橋街、鶯歌街、三峽街、中和庄及土城庄，對照現在位置，即成板橋區、土城區、三峽區、鶯歌區、樹林區、中和區及永和區等。海山郡役所設於板橋街，所址為舊台北縣政府，現為新北市政府警察局。
1945年，日治時期結束，台北縣治自台北市的舊台北州廳遷至海山郡役所後，海山郡廢除，1946年設立海山區，但1947年便裁撤，之後所屬街庄依原本名稱獨立為鎮或鄉並直接隸屬於台北縣。之後，因人口增長，陸續有原中和析出永和、樹林與鶯歌分治等。原下轄的鄉陸續改制為市、僅三峽及鶯歌為鎮，復隨著五都改制，臺北縣變為直轄市，全數改為市轄區，除此外大致與日治時期政區規畫相同。

### 郡名由來
海山郡的「海山」之名，學者翁佳音認為是來自17世紀荷蘭人稱此地為，有推測為當地原住民語音譯，翁佳音推定為西班牙人稱的荷語變音，意為野雞、雉，西班牙文獻中記載此地盛產非紅喙的石雞，至今三峽仍留存有「白雞」的地名。荷蘭文獻記載的意為（由淡水上溯）「往海山之溪」，學者劉益昌釐訂為五股的冷水坑溪（五股坑溪支流），中村孝志譯為「海山川」，往下在關渡的正對岸匯入淡水河，往上至新莊的海山口一帶。由海山口可往西南通往海山。:69-70,142-149
清代以後有所謂「海山堡」，涵蓋今日三鶯一帶。海山郡設治在板橋，但名稱卻取自三鶯有其典故。此係三峽、板橋兩街庄當時實力不相上下，總督府決定郡役所位於板橋之後，考量「民心融和」，故另取三鶯之堡名海山作為郡名，稍作調和。相同的例子還有臺南州東石郡，而臺南州北門郡可能亦同。

## 統計
| 街庄名 | 面積 (km²) | 人口 (人) | 人口 (人)      | 人口 (人) | 人口 (人) | 人口 (人) | 人口 (人) | 人口密度 (人/km²) |
| 街庄名 | 面積 (km²) | 本籍      | 本籍           | 本籍      | 國籍      | 國籍      | 計        | 人口密度 (人/km²) |
| 街庄名 | 面積 (km²) | 臺灣      | 內地(日本本土) | 朝鮮      | 中華民國  | 其他外國  | 計        | 人口密度 (人/km²) |
| ------ | ---------- | --------- | -------------- | --------- | --------- | --------- | --------- | ----------------- |
| 板橋街 | 23.4221    | 22,292    | 941            | 0         | 58        | 0         | 23,291    | 994               |
| 鶯歌街 | 54.2536    | 31,389    | 476            | 0         | 144       | 0         | 32,009    | 590               |
| 三峽街 | 191.4808   | 27,215    | 181            | 0         | 98        | 0         | 27,494    | 144               |
| 中和庄 | 25.3099    | 17,306    | 449            | 0         | 54        | 0         | 17,809    | 704               |
| 土城庄 | 29.5344    | 12,381    | 42             | 0         | 15        | 0         | 12,438    | 421               |
| 海山郡 | 324.0009   | 110,583   | 2,089          | 0         | 369       | 0         | 113,041   | 349               |

## 歷任郡守
| 任次 | 肖像 | 出身     | 姓名 (生–卒)              | 在任時間       | 在任時間       | 備註 |
| ---- | ---- | -------- | ------------------------- | -------------- | -------------- | ---- |
| 1    |      | 東京府   | 長谷川直吉 (？–？)        | 1920年9月1日   | 1924年3月10日  |      |
| 2    |      | 山口縣   | 石田治郎 (？–？)          | 1924年3月10日  | 1926年10月12日 |      |
| 3    |      | 台北州   | 李讚生 (1890–？)          | 1926年10月12日 | 1928年9月18日  |      |
| 4    |      | 鹿兒島縣 | 瀨戶山兼斌 (1885–？)      | 1928年9月18日  | 1930年2月16日  |      |
| 5    |      | 東京府   | 細井英夫 (1898–？)        | 1930年2月16日  | 1931年5月23日  |      |
| 6    |      | 秋田縣   | 松野孝一 (1905–1967)      | 1931年5月23日  | 1934年5月10日  |      |
| 7    |      | 山口縣   | 大田修吉 (？–？)          | 1934年5月10日  | 1936年10月20日 |      |
| 8    |      | 宮城縣   | 林通雄 (？–？)            | 1936年10月20日 | 1938年8月25日  |      |
| 9    |      | 兵庫縣   | 矢野榮治 (？–？)          | 1938年8月25日  | 1940年1月31日  |      |
| 10   |      | 台北州   | 劉萬 （安川萬） (1905–？) | 1940年1月31日  | 1941年1月8日   |      |
| 11   |      | 宮城縣   | 熊谷三平 (？–？)          | 1941年1月8日   | 1942年1月14日  |      |
| 12   |      | 愛媛縣   | 大西富逸 (？–？)          | 1942年1月14日  | 1944年5月22日  |      |
| 13   |      | 福島縣   | 倉澤政夫 (？–？)          | 1944年5月22日  | 1945年10月25日 |      |

## 鐵道
- 台灣鐵道縱貫線：板橋車站、浮洲車站、樹林車站、山佳車站、鶯歌車站
- 臺灣製糖株式會社：板橋街後埔至土城庄頂埔、板橋街後埔至同街江子翠
- 海山輕鐵株式會社：鶯歌庄鶯歌至三峽庄大寮、鶯歌庄尖山至同庄大湳、鶯歌庄尖山至同庄二甲九、板橋街板橋至中和庄二八張、中和庄枋寮至同庄水尾[6]

## 設施
- 海山郡役所
- 海山神社

## 名所舊蹟
- 林本源庭園
- 鶯歌石
- 鳶山
- 板橋無線送信所
- 樹林紅酒工場（樹林酒廠）
- 三峽表忠碑
- 大安寮忠魂碑
- 久邇宮殿下遺蹟記念碑[6]